# NGC 7593
NGC 7593 (również PGC 70981 lub UGC 12483) – galaktyka spiralna (Sbc), znajdująca się w gwiazdozbiorze Pegaza. Odkrył ją Albert Marth 5 października 1864 roku.